# Ansun
Ansun (egyszerűsített kínai írással: 安顺市, pinjin: Ānshùn) prefektúra szintű város Kínában, Kujcsou tartományban. Lakosainak száma 2 470 630 fő (2020).

## Népesség
| 2018 | 2 353 100 |
| 2020 | 2 470 630 |